# Domaniewek Pierwszy
Domaniewek Pierwszy (też: Domaniewek I) – wieś w Polsce położona w województwie mazowieckim, w powiecie warszawskim zachodnim, w gminie Ożarów Mazowiecki. Ma status solectwa.
W latach 1975–1998 miejscowość administracyjnie należała do województwa warszawskiego.
Według stanu w 2021 roku sołectwo Domaniewek liczyło 68 mieszkańców.